# Wojownik autostrady
Wojownik Autostrady – czteroczęściowy cykl gier paragrafowych autorstwa Joego Devera opublikowanych w Polsce przez wydawnictwo Amber w przekładzie Jana Karłowskiego.

## Fabuła
Akcja książek rozgrywa się w postapokaliptycznym świecie zniszczonym przez wojnę nuklearną. Autor częściowo inspirował się filmem Mad Max. Mechanika rozgrywki gry opiera się na rozbudowanym systemie Samotnego wilka. Głównym bohaterem jest Cal Phoenix. Miejscem akcji jest Teksas XXI wieku (pierwsza połowa) po nuklearnym zniszczeniu wywołanym przez organizację HAVOC ("The Hijack, Assassination and Violent Opposition Consortium").

## Cykl
1. Wojownik Autostrady: Piekło na Autostradzie (1991)
2. Wojownik Autostrady: Przejście przez góry masakry (1991)
3. Wojownik Autostrady: Stefa Śmierci (1992)
4. Wojownik Autostrady: Ostatni Etap (1993)